# Mansle
Mansle (prononcer [mɑ̃l], le « s » étant muet) est une ancienne commune du Sud-Ouest de la France, située dans le département de la Charente (région Nouvelle-Aquitaine).
Le 1er janvier 2023, elle devient commune déléguée de Mansle-les-Fontaines.
Ses habitants sont les Manslois et les Mansloises. La commune est labellisée Village étape depuis 2019.

## Géographie

### Localisation et accès
Mansle est un chef-lieu de canton situé à 25 km au nord d'Angoulême et 17 km au sud de Ruffec, et au bord du fleuve Charente.
Mansle est aussi à 10 km au nord-est de Saint-Amant-de-Boixe, 13 km à l'est d'Aigre, 22 km à l'ouest de Saint-Claud, 80 km au sud de Poitiers et 130 km au nord de Bordeaux.
Elle est traversée par la route nationale 10 d'Angoulême à Poitiers qui est déviée à l'est du bourg. On la rejoint au nord par la D 18 et au sud par la D 40. Mansle est traversée d'est en ouest par la D 739, route de Limoges à Rochefort passant par Saint-Claud et Aigre. La D 18 va au sud-ouest à Saint-Amant-de-Boixe et Montignac.
La gare la plus proche est celle de Luxé, à 6 km, desservie par des TER à destination d'Angoulême, Poitiers et Châtellerault.

### Hameaux et lieux-dits
La commune compte quelques hameaux, comme Goué situé au nord sur la rive droite de la Charente. Les autres hameaux comme  la Planche et les Sablons sont maintenant des quartiers de Mansle.

### Communes limitrophes
| Fontenille  | Fontclaireau (Mansle-les-Fontaines) |          |
| Saint-Groux | Mansle                              | Puyréaux |
| Cellettes   | Maine-de-Boixe                      |          |

### Géologie et relief
Le sol de la commune est constitué de calcaire datant du Jurassique supérieur (Oxfordien et Kimméridgien). La vallée de la Charente est occupée par des alluvions du quaternaire. Sur les bords on trouve d'autres dépôts de sable et gravier (glaciation de Würm), en particulier le sol du bourg de Mansle ou Goué (les Sables), ou gros galets sur le plateau à l'ouest de la commune sur la route de Rochefort (le Plantier du Roc, les Fouilloux, glaciation de Mindel,.
Pour un article plus général, voir Géologie de la Charente.
Le relief de la commune est celui d'une vallée. Le point culminant est à une altitude de 115 m, situé sur la limite nord, au carrefour du Breuil. Le point le plus bas est à 55 m, situé le long de la Charente sur la limite ouest. Le vieux bourg, construit sur la rive gauche du fleuve, est à 65 m d'altitude.

### Hydrographie

#### Réseau hydrographique

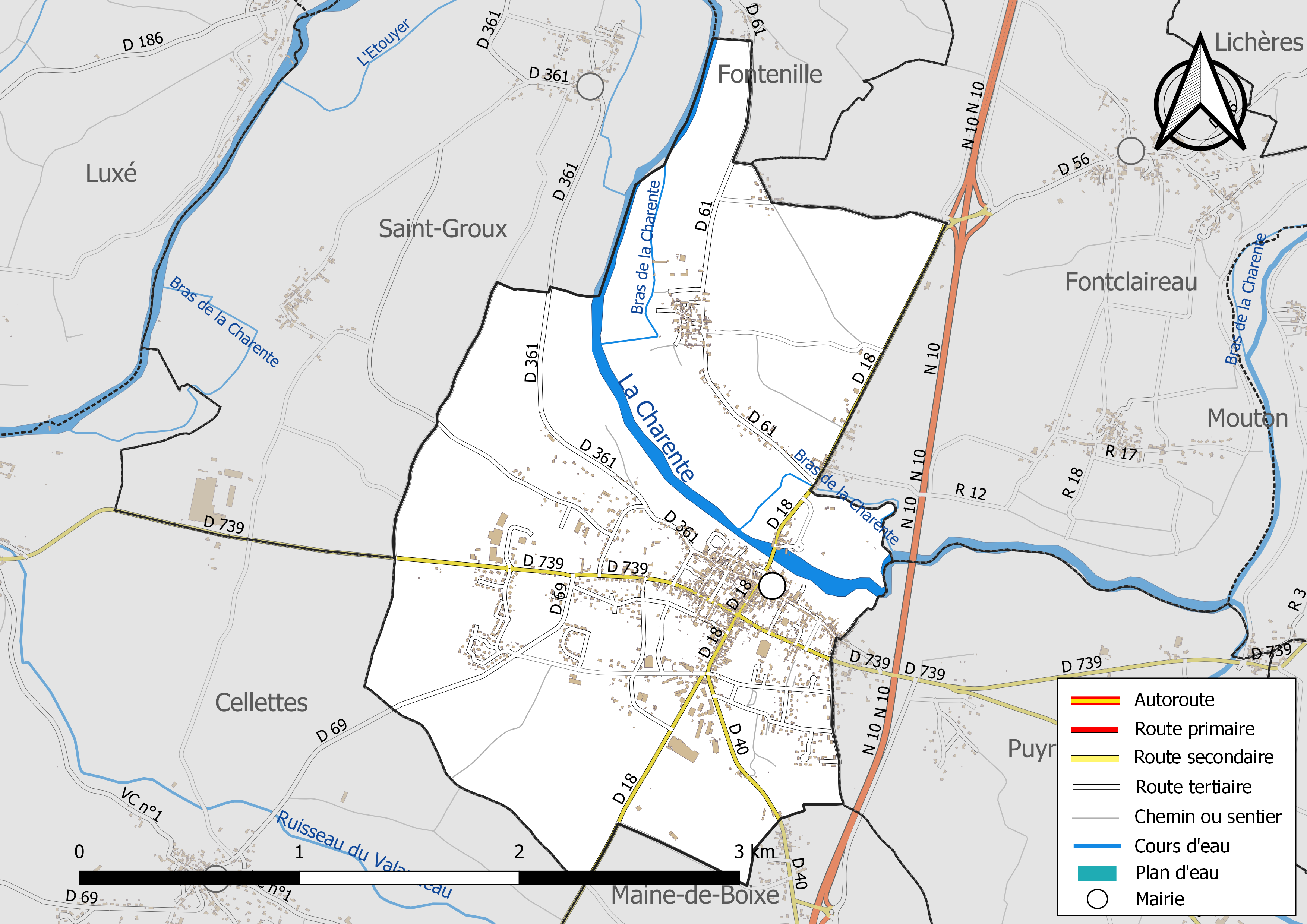
Réseaux hydrographique et routier de Mansle.

La commune est située dans le bassin versant de la Charente au sein du Bassin Adour-Garonne. Elle est drainée par la Charente, qui constitue un réseau hydrographique de 4 km de longueur totale,.
La commune de Mansle est traversée d'est en ouest par la Charente, en amont d'Angoulême. Elle se partage en deux bras formant une île au pied du bourg, ainsi qu'à Goué.
On trouve aussi quelques fontaines, comme la Fontaine Poisson sur la route de Saint-Groux, la fontaine Martin et la Font Charles.

#### Gestion des eaux
Le territoire communal est couvert par le schéma d'aménagement et de gestion des eaux (SAGE) « Charente ». Ce document de planification, dont le territoire correspond au bassin de la Charente, d'une superficie de 9 300 km2, a été approuvé le 19 novembre 2019. La structure porteuse de l'élaboration et de la mise en œuvre est l'établissement public territorial de bassin Charente. Il définit sur son territoire les objectifs généraux d’utilisation, de mise en valeur et de protection quantitative et qualitative des ressources en eau superficielle et souterraine, en respect des objectifs de qualité définis dans le troisième SDAGE  du Bassin Adour-Garonne qui couvre la période 2022-2027, approuvé le 10 mars 2022.

### Climat
Comme dans les trois quarts sud et ouest du département, le climat est océanique aquitain, et semblable à celui de la ville de Cognac où est située la station météorologique départementale.
| Mois                              | jan. | fév.  | mars  | avril | mai   | juin  | jui.  | août  | sep.  | oct. | nov. | déc. | année   |
| --------------------------------- | ---- | ----- | ----- | ----- | ----- | ----- | ----- | ----- | ----- | ---- | ---- | ---- | ------- |
| Température minimale moyenne (°C) | 2    | 2,8   | 3,8   | 6,2   | 9,4   | 12,4  | 14,4  | 14    | 12,1  | 8,9  | 4,7  | 2,6  | 7,8     |
| Température moyenne (°C)          | 5,4  | 6,7   | 8,5   | 11,1  | 14,4  | 17,8  | 20,2  | 19,7  | 17,6  | 13,7 | 8,6  | 5,9  | 12,5    |
| Température maximale moyenne (°C) | 8,7  | 10,5  | 13,1  | 15,9  | 19,5  | 23,1  | 26,1  | 25,4  | 23,1  | 18,5 | 12,4 | 9,2  | 17,7    |
| Ensoleillement (h)                | 80   | 103,9 | 153,3 | 184,5 | 204,9 | 239,6 | 276,4 | 248,3 | 199,4 | 159  | 96,8 | 78,8 | 2 024,9 |
| Précipitations (mm)               | 80,4 | 67,3  | 65,9  | 68,3  | 71,6  | 46,6  | 45,1  | 50,2  | 59,2  | 68,6 | 79,8 | 80   | 783,6   |

## Urbanisme

### Typologie
Mansle est une commune rurale,. Elle fait en effet partie des communes peu ou très peu denses, au sens de la grille communale de densité de l'Insee,.
Elle appartient à l'unité urbaine de Mansle, une agglomération intra-départementale regroupant 2 communes et 2 155 habitants en 2017, dont elle est ville-centre,.
La commune est en outre hors attraction des villes,.

### Occupation des sols
L'occupation des sols de la commune, telle qu'elle ressort de la base de données européenne d’occupation biophysique des sols Corine Land Cover (CLC), est marquée par l'importance des territoires agricoles (61,2 % en 2018), néanmoins en diminution par rapport à 1990 (65,4 %). La répartition détaillée en 2018 est la suivante : 
terres arables (40,7 %), zones urbanisées (31,4 %), prairies (12,8 %), zones agricoles hétérogènes (7,7 %), forêts (7,4 %). L'évolution de l’occupation des sols de la commune et de ses infrastructures peut être observée sur les différentes représentations cartographiques du territoire : la carte de Cassini (XVIIIe siècle), la carte d'état-major (1820-1866) et les cartes ou photos aériennes de l'IGN pour la période actuelle (1950 à aujourd'hui).

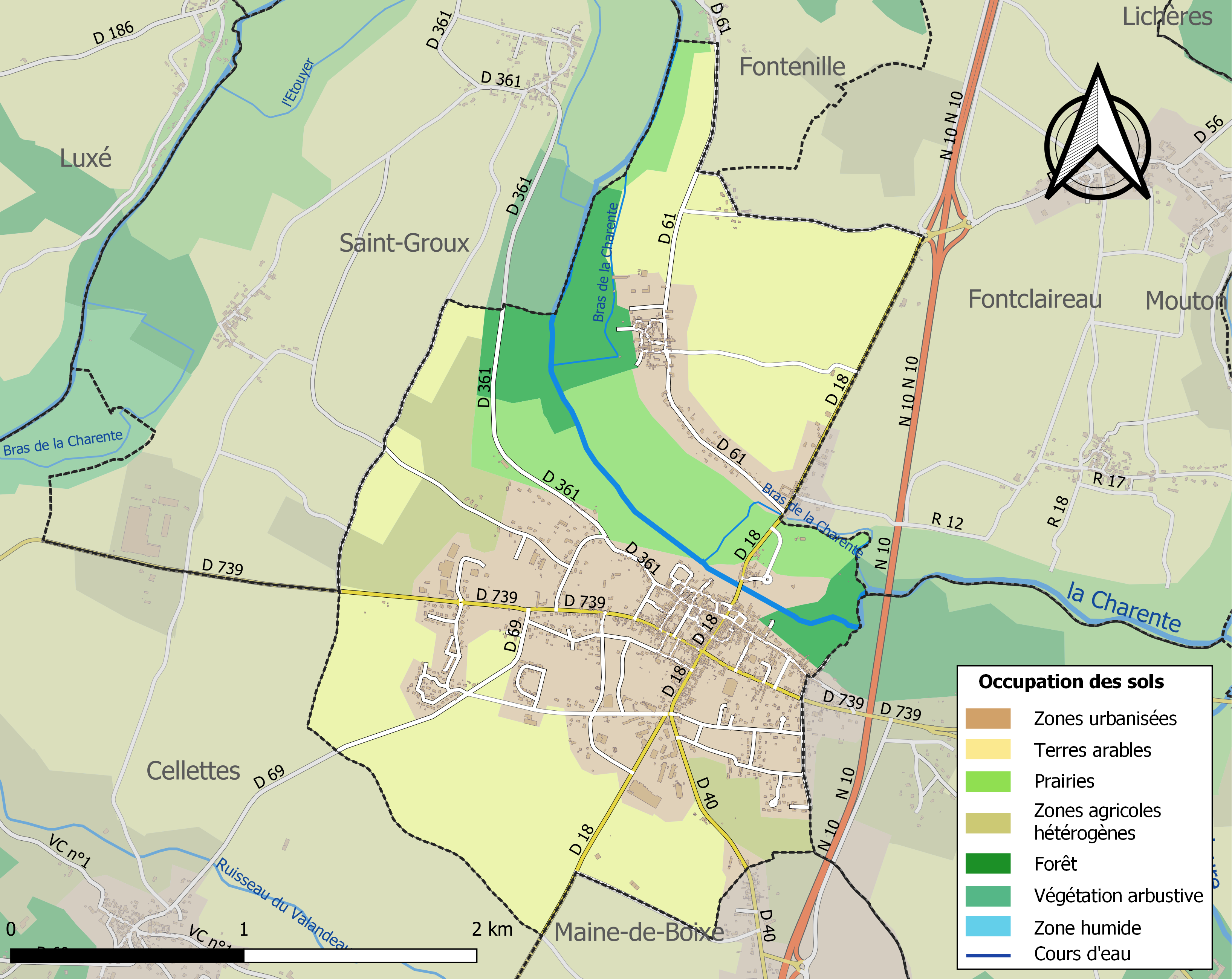
Carte des infrastructures et de l'occupation des sols de la commune en 2018 (CLC).

### Risques majeurs
Le territoire de la commune de Mansle est vulnérable à différents aléas naturels : météorologiques (tempête, orage, neige, grand froid, canicule ou sécheresse), inondations et séisme (sismicité modérée). Il est également exposé à deux risques technologiques, le transport de matières dangereuses et la rupture d'un barrage. Un site publié par le BRGM permet d'évaluer simplement et rapidement les risques d'un bien localisé soit par son adresse soit par le numéro de sa parcelle.

#### Risques naturels
Certaines parties du territoire communal sont susceptibles d’être affectées par le risque d’inondation par débordement de cours d'eau, notamment la Charente. La commune a été reconnue en état de catastrophe naturelle au titre des dommages causés par les inondations et coulées de boue survenues en 1982, 1983, 1993, 1999, 2018 et 2021,.

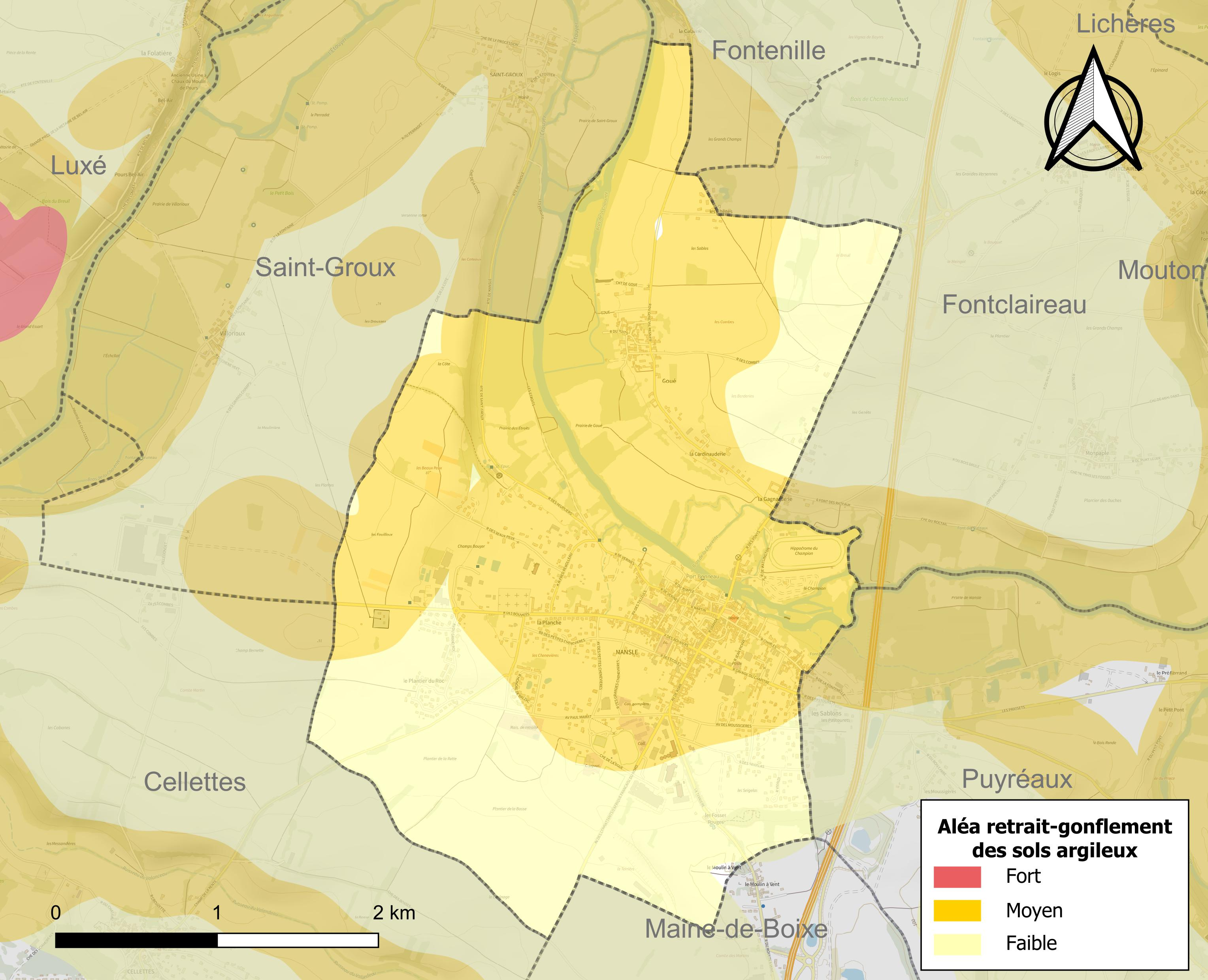
Carte des zones d'aléa retrait-gonflement des sols argileux de Mansle.

Le retrait-gonflement des sols argileux est susceptible d'engendrer des dommages importants aux bâtiments en cas d’alternance de périodes de sécheresse et de pluie. 66 % de la superficie communale est en aléa moyen ou fort (67,4 % au niveau départemental et 48,5 % au niveau national). Sur les 903 bâtiments dénombrés sur la commune en 2019, 755 sont en aléa moyen ou fort, soit 84 %, à comparer aux 81 % au niveau départemental et 54 % au niveau national. Une cartographie de l'exposition du territoire national au retrait gonflement des sols argileux est disponible sur le site du BRGM,.
Par ailleurs, afin de mieux appréhender le risque d’affaissement de terrain, l'inventaire national des cavités souterraines permet de localiser celles situées sur la commune.
Concernant les mouvements de terrains, la commune a été reconnue en état de catastrophe naturelle au titre des dommages causés par la sécheresse en 2005 et par des mouvements de terrain en 1999.

#### Risques technologiques
Le risque de transport de matières dangereuses sur la commune est lié à sa traversée par une ou des infrastructures routières ou ferroviaires importantes ou la présence d'une canalisation de transport d'hydrocarbures. Un accident se produisant sur de telles infrastructures est susceptible d’avoir des effets graves sur les biens, les personnes ou l'environnement, selon la nature du matériau transporté. Des dispositions d’urbanisme peuvent être préconisées en conséquence.
La commune est en outre située en aval du barrage de Mas Chaban, un ouvrage de classe A. À ce titre elle est susceptible d’être touchée par l’onde de submersion consécutive à la rupture de cet ouvrage.

## Toponymie
Les formes anciennes sont Mantulae curtis, curte Manlae en 1048-1089, curte Manlie, Manlii decima en 1144-1149, Mallia en 1168, Mantula, Manla, via Manliae en 1108.
L'origine du nom de Mansle est obscure. Elle semble être celtique et A.Dauzat propose *mantula, variante de mantalo- signifiant « péage »,.

## Histoire
Une hache polie du Néolithique a été retrouvée sur la commune.
Mansle était située au croisement de deux anciennes voies romaines. La voie Périgueux-Poitiers (tronçon Montignac-Rom) franchissait la Charente à cet endroit. Elle était appelée aussi la Chaussada et empruntait l'actuelle D 18. D'est en ouest il y avait la voie de Chassenon à la Terne par Chasseneuil, qui se prolongeait peut-être vers Aulnay. Sur la commune c'était l'actuelle D 739,,.
On sait que Mansle a été une cité gallo-romaine. Au Plantier de la Bosse, lors de la construction du stade du collège, on a retrouvé un fanum correspondant à un sanctuaire ainsi que des traces d'autres constructions de cette époque. La Fontaine de la Doux pourrait correspondre au sanctuaire des eaux. Le pont sur la Charente correspondant à la Chaussade pourrait être d'origine antique.
Dans la dernière moitié du XIe siècle, Mansle était la propriété de deux frères, Audouin Ostent et Aizon, sous la suzeraineté du comte d'Angoulême, Foulque Taillefer. Audouin, ayant été fait prisonnier au château de Couhé, en Poitou, fut dans l'obligation, afin de payer sa rançon, de céder sa moitié de la terre de Mansle au chapitre de la cathédrale d'Angoulême. Le comte d'Angoulême ayant donné son consentement à cette cession, le domaine épiscopal s'agrandit par la suite de nombreuses donations, principalement du côté de Puyréaux et de la Boixe, comme Maine-de-Boixe.
C'est au XIe siècle que les chanoines d'Angoulême ont édifié l'église, dont il reste quelques parties dans l'église actuelle.
Entre 1120 et 1140, Vulgrin II Taillefer s'empare de la ville qui s'était rebellée contre son autorité et la refait fortifier afin de s'en servir comme base d'opération contre la seigneurie de La Rochefoucauld.
Au Moyen Âge, Mansle semble avoir été une dépendance de Montignac, aussi les seigneurs de Montignac se croyaient-ils toujours y avoir certains droits. En 1502, la dame de Montignac contesta au chapitre le droit de châtellenie. Les chanoines ayant fait construire leur maison « avec créneaux et mâchicoulis » sans son autorisation et ayant installé un sénéchal, elle s'en plaignit et une transaction de 1536 donna raison aux chanoines, à condition que les exécutions de criminels aient lieu à Montignac. La juridiction de Mansle s'étendait sur les paroisses de Mansle, Puyréaux et Nanclars en partie.
Cette même transaction de 1536 statua aussi sur le pont de Mansle, dont l'entretien revenait aux chanoines, et la perception du péage aux seigneurs de Montignac, mais seulement les jours de marché.
Ces foires étaient au nombre de quatre par an : le 3 février, le 1er juillet, le 2 octobre et le 13 décembre. Elles avaient été concédées au chapitre en octobre 1493, par lettres patentes du roi Charles VIII. Elles furent l'objet d'un long procès qui dura 20 ans, car le baron de La Rochefoucauld s'était opposé à la création de ces foires, car elles portaient préjudice à celles de ces domaines, comme Tusson et Verteuil; de plus il exigeait les péages, car Mansle était dans la châtellenie de Montignac dont il était le suzerain. Un arrêt du Parlement de Bordeaux lui donna finalement tort en 1513.
L'archéologie aérienne permet de voir le tracé de l'ancienne motte d'un diamètre d'environ 130 m dans celui des rues existantes,.
Sous l'Ancien Régime, le château de la seigneurie de Mansle, qui avait été l'objet de procès, était mis en fermage. Après la Révolution, il passa à la commune, avec les halles et le champ de foire. Il fut démoli en 1889 pour construire la mairie.
C'est à l'emplacement d'un ancien moulin à blé dont l'origine remonterait à 1048 qu'un moulin à blé reconstruit au début du XIXe siècle a été transformé ensuite en minoterie qui a arrêté son activité dans les années 1970.
Pendant la première moitié du XXe siècle, la commune était desservie par la petite ligne ferroviaire d'intérêt local à voie métrique des Chemins de fer économiques des Charentes allant de Saint-Angeau à Segonzac, et qui passait par Luxé, Rouillac et Jarnac.
Une usine hydro-électrique sur la Charente fournissait l'éclairage de la ville.
Des foires importantes se tenaient le 25 de chaque mois.
Au cours de la Seconde Guerre mondiale, la ville était tenue par les forces allemandes en tant que point stratégique (pont sur la Charente).
À la suite de l'arrêté préfectoral du 15 décembre 2022 portant création de la commune nouvelle de Mansle-les-Fontaines, Mansle devient une commune déléguée au 1er janvier 2023.

### Logis de Goué
Sur la rive droite de la Charente s'élève le logis de Goué (alors orthographié Gouex), dont il existe encore deux tours datant de la Renaissance, reliées par un long corps de logis d'est en ouest. Son premier seigneur connu est Pierre de Goèze (1290-1326),. Au XVe siècle, la perturbation apportée à l'ordre social à la suite de la guerre de Cent Ans fit qu'il y eut une enquête pour décider à quelle paroisse appartenait ce logis.
Vers la fin du XVe siècle, le logis de Gouex était la propriété des La Rochefoucauld d'Aunac. Puis il passa à la famille de Saint-Gelais, qui le posséda aux XVIe et XVIIe siècles. Le propriétaire actuel est le petit-fils de l'amiral Lugol, contrôleur général de la Marine en 1955 (décédé en 1976), qui possédait des remarquables collections d'objets anciens dont des poteries.

## Politique et administration

### Politique environnementale
Dans son palmarès 2024, le Conseil national de villes et villages fleuris de France a attribué deux fleurs à la commune.

## Démographie

### Évolution démographique
L'évolution du nombre d'habitants est connue à travers les recensements de la population effectués dans la commune depuis 1793. Pour les communes de moins de 10 000 habitants, une enquête de recensement portant sur toute la population est réalisée tous les cinq ans, les populations de référence des années intermédiaires étant quant à elles estimées par interpolation ou extrapolation. Pour la commune, le premier recensement exhaustif entrant dans le cadre du nouveau dispositif a été réalisé en 2006.

En 2020, la commune comptait 1 681 habitants, en évolution de +2,56 % par rapport à 2014 (Charente : −0,48 %, France hors Mayotte : +2,11 %).
| 1793  | 1800  | 1806  | 1821  | 1831  | 1841  | 1846  | 1851  | 1856  |
| ----- | ----- | ----- | ----- | ----- | ----- | ----- | ----- | ----- |
| 1 250 | 1 231 | 1 254 | 1 626 | 1 785 | 1 857 | 1 968 | 1 919 | 1 860 |

| 1861  | 1866  | 1872  | 1876  | 1881  | 1886  | 1891  | 1896  | 1901  |
| ----- | ----- | ----- | ----- | ----- | ----- | ----- | ----- | ----- |
| 1 899 | 1 900 | 1 830 | 1 823 | 1 825 | 1 721 | 1 611 | 1 537 | 1 585 |

| 1906  | 1911  | 1921  | 1926  | 1931  | 1936  | 1946  | 1954  | 1962  |
| ----- | ----- | ----- | ----- | ----- | ----- | ----- | ----- | ----- |
| 1 609 | 1 587 | 1 463 | 1 409 | 1 424 | 1 327 | 1 287 | 1 271 | 1 324 |

| 1968  | 1975  | 1982  | 1990  | 1999  | 2006  | 2011  | 2016  | 2020  |
| ----- | ----- | ----- | ----- | ----- | ----- | ----- | ----- | ----- |
| 1 413 | 1 595 | 1 486 | 1 601 | 1 597 | 1 527 | 1 588 | 1 658 | 1 681 |

### Pyramide des âges
La population de la commune est relativement âgée.
En 2018, le taux de personnes d'un âge inférieur à 30 ans s'élève à 30,7 %, soit au-dessus de la moyenne départementale (30,2 %). À l'inverse, le taux de personnes d'âge supérieur à 60 ans est de 38 % la même année, alors qu'il est de 32,3 % au niveau départemental.
En 2018, la commune comptait 769 hommes pour 907 femmes, soit un taux de 54,12 % de femmes, largement supérieur au taux départemental (51,59 %).
Les pyramides des âges de la commune et du département s'établissent comme suit.
| Hommes | Classe d’âge | Femmes |
| ------ | ------------ | ------ |
| 2,2    | 90 ou +      | 5,4    |
| 12,5   | 75-89 ans    | 19,5   |
| 17,5   | 60-74 ans    | 17,9   |
| 17,3   | 45-59 ans    | 16,1   |
| 15,3   | 30-44 ans    | 14,1   |
| 17,1   | 15-29 ans    | 12,4   |
| 18,0   | 0-14 ans     | 14,4   |

| Hommes | Classe d’âge | Femmes |
| ------ | ------------ | ------ |
| 1      | 90 ou +      | 2,7    |
| 9,2    | 75-89 ans    | 12     |
| 20,6   | 60-74 ans    | 21,3   |
| 20,7   | 45-59 ans    | 20,3   |
| 16,8   | 30-44 ans    | 16     |
| 15,6   | 15-29 ans    | 13,4   |
| 16,1   | 0-14 ans     | 14,3   |

## Équipements, services et vie locale

### Enseignement
Le collège Alfred-Renoleau regroupe 300 à 350 élèves de la 6e à la 3e répartis dans 13 classes.
Mansle possède une école primaire Jean-de-La-Fontaine comprenant six classes élémentaire et cinq classes maternelle.

### Culture et sports
Mansle accueille l'un des plus grands stages internationaux de danse, et ce depuis 1988. Chaque été, entre 400 et 500 danseurs (professionnels ou amateurs) viennent de toute l'Europe pour y rencontrer des professeurs de renom (en exemple : titulaire à l'Opéra de Paris).

## Lieux et monuments

### Patrimoine religieux

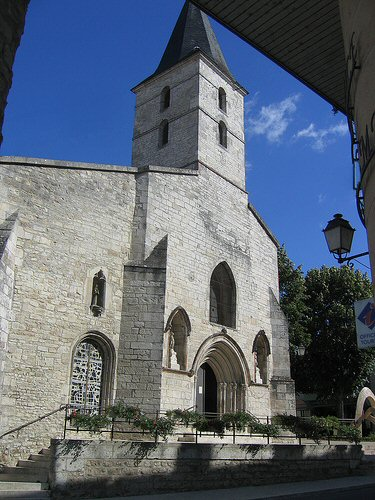
Église de Mansle.

L’église paroissiale Saint-Léger date des XIIe siècle, XVe et XVIe siècles. Son portail date du XVe siècle.
Elle renferme un tableau, une peinture à l’huile sur toile du XVIIe siècle, la Résurrection de la fille de Jaïre, objet classé monument historique le 10 novembre 1980.
Le retable en bois taillé et peint datant du XVIIIe siècle est inscrit depuis 1976.

### Patrimoine civil
Une étude par photographies aériennes montre un sanctuaire païen à Goué et de nombreuses marques de bâtiments d'origine encore actuellement indéterminée.
La mairie a été construite à l'emplacement de l'ancien château dont il reste une porte de style Renaissance.
Le château de Goué date initialement du XVe siècle[réf. nécessaire]. Le corps de logis a été remanié entre le XVIe et XVIIIe siècles.
Le pont de Mansle et le lavoir sous ce pont forment un très intéressant ensemble de patrimoine bâti.

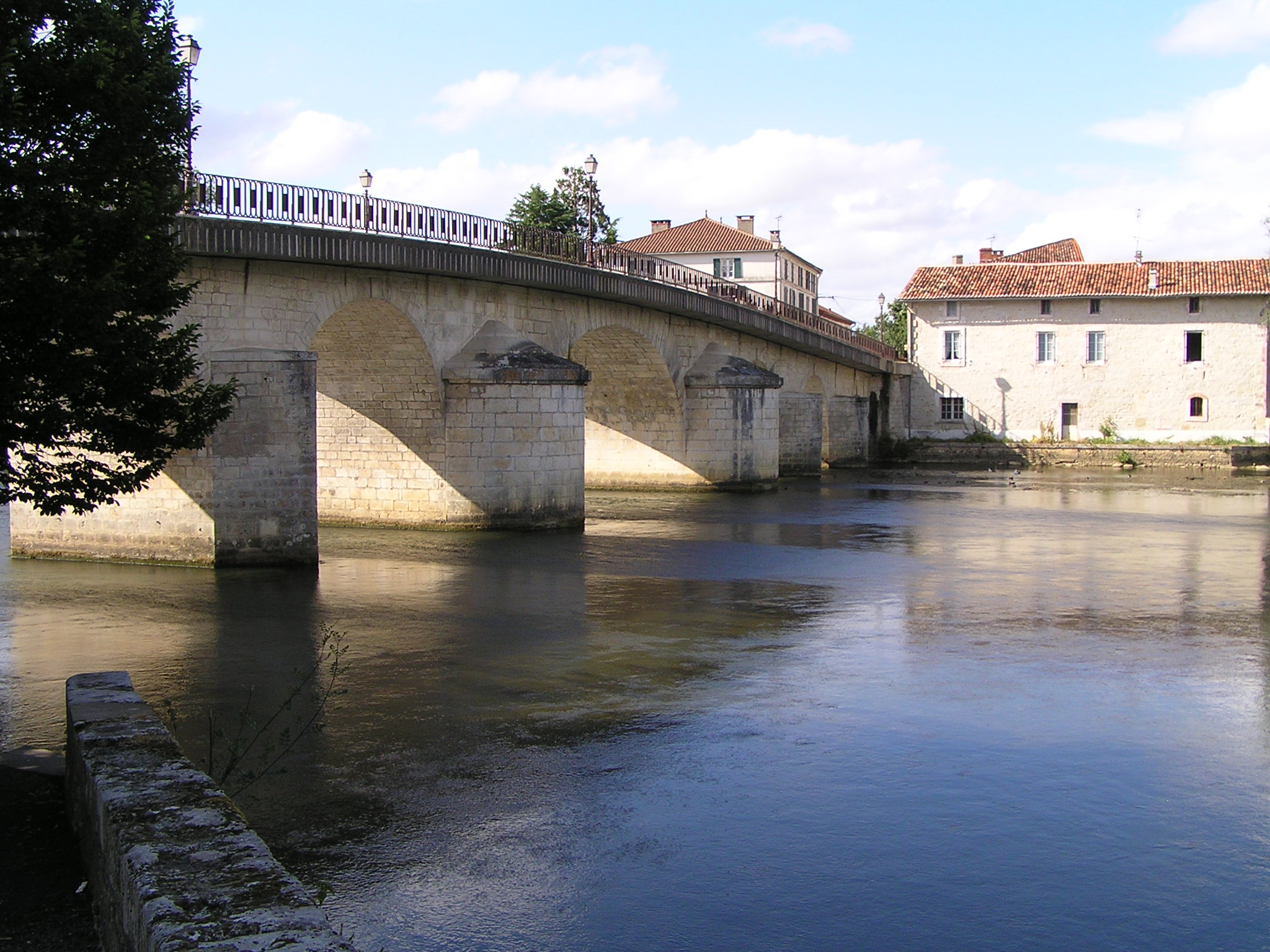
Le pont.
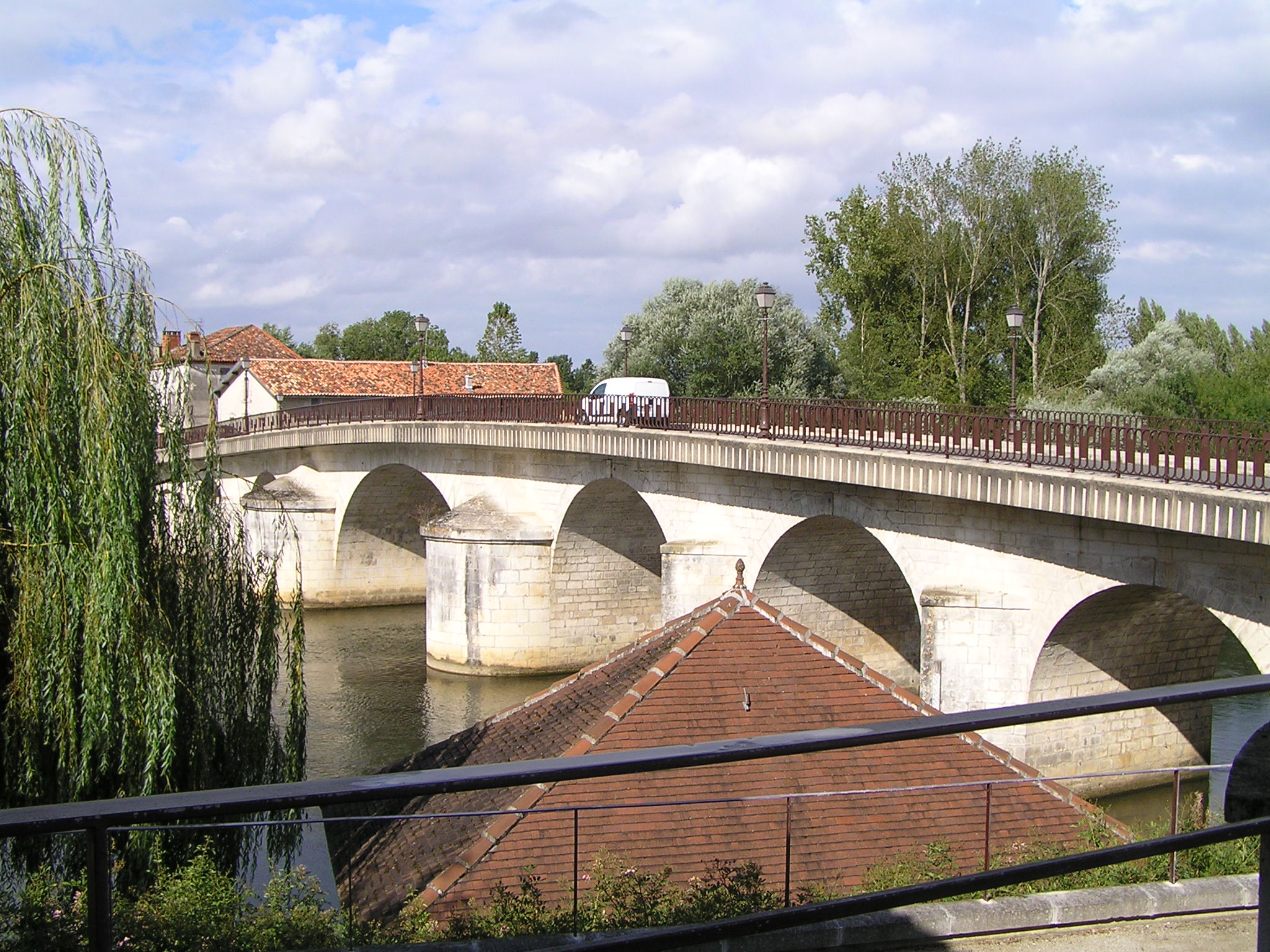
Le pont vu de l’autre côté.
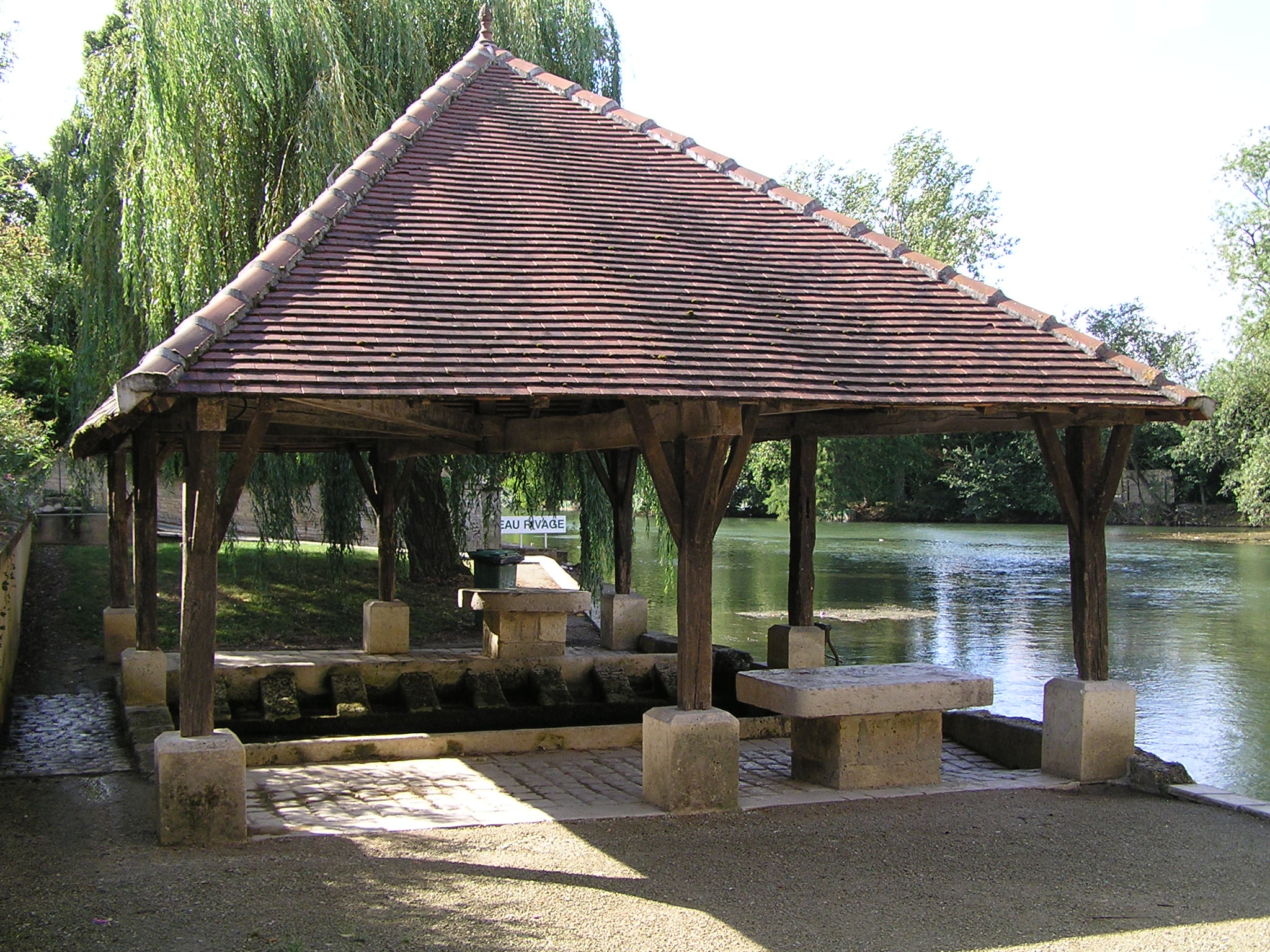
Le lavoir.
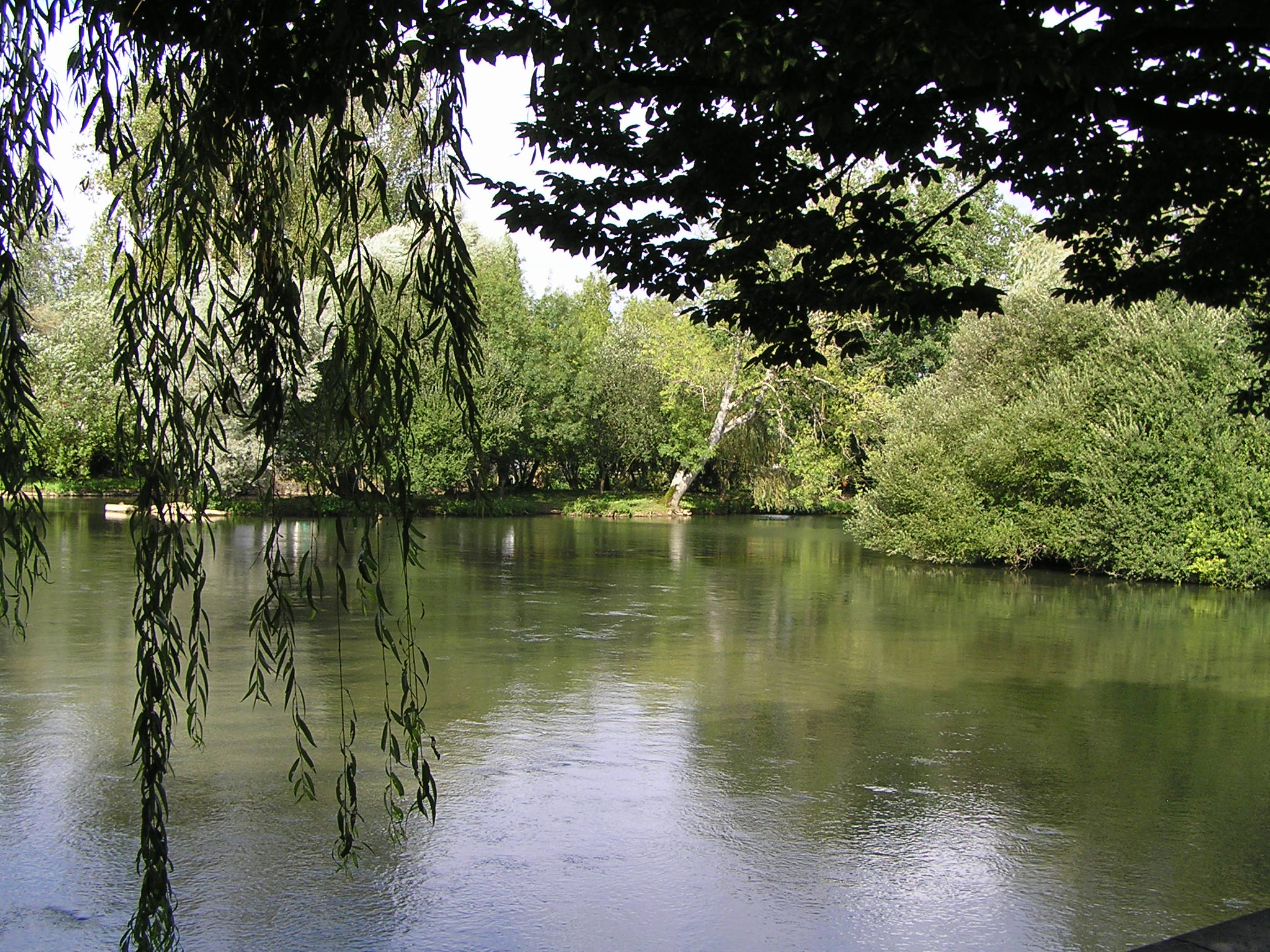
La Charente.

### Patrimoine environnemental
L’ensemble du lit majeur de la Charente fait partie du site Natura 2000 de la Charente amont.

### Parcs et jardins
- Parc floral Jean-Pierre-Lanson : arboretum et collection de fuchsias (400 variétés, hybrides et botaniques) installés dans une ancienne carrière de sable sur le site des Fosses-Rouges.

## Personnalités liées à la commune
- L’architecte Roger Erell (1907-1986), de son vrai nom Roger Lelièvre, est né à Mansle. Il a bouleversé le paysage urbain de Brazzaville, capitale de la République du Congo, de 1941 à 1960.
- L’académicien Ivan Peychès (1906-1978) dont l’orgue est aujourd’hui installé dans l’église Saint-Léger de Mansle.
- Le faïencier Alfred Renoleau, est installé à Mansle durant une longue période[Laquelle ?]. On peut voir certaines de ses œuvres au collège qui porte son nom.

## Héraldique
| Blason | Blasonnement : De sable à deux clés d'argent posées en sautoir. |